# Rắn ăn trứng thoi
Dasypeltis scabra là một loài rắn trong họ Rắn nước. Loài này được Linnaeus mô tả khoa học đầu tiên năm 1758.
Rắn ăn trứng thoi được tìm thấy ở châu Phi cận Sahara. Nó cũng có thể được tìm thấy ở Ả Rập Saudi và các nước khác ở Trung Đông.

## Hành vi
Loài ăn trứng hình thoi là loài kiếm ăn ban đêm. Mặc dù chủ yếu sống trên cạn, nó là loài leo trèo giỏi và được biết đến với khả năng mở rộng các mỏm đá và leo cây để kiếm ăn ở các tổ chim. 

## Chế độ ăn
Dasypeltis scabra chỉ ăn trứng. Miệng có những đường gờ nhỏ, song song, rất giống dấu vân tay của con người, giúp nắm bắt vỏ trứng. Sau khi nuốt phải, trứng sẽ bị thủng bởi các vi khuẩn gây thủng đốt sống chuyên biệt kéo dài vào thực quản. Sau đó, lớp vỏ này sẽ trào ra thành một mảnh và phần bên trong của nó được chuyển đến dạ dày. 

## Hình ảnh

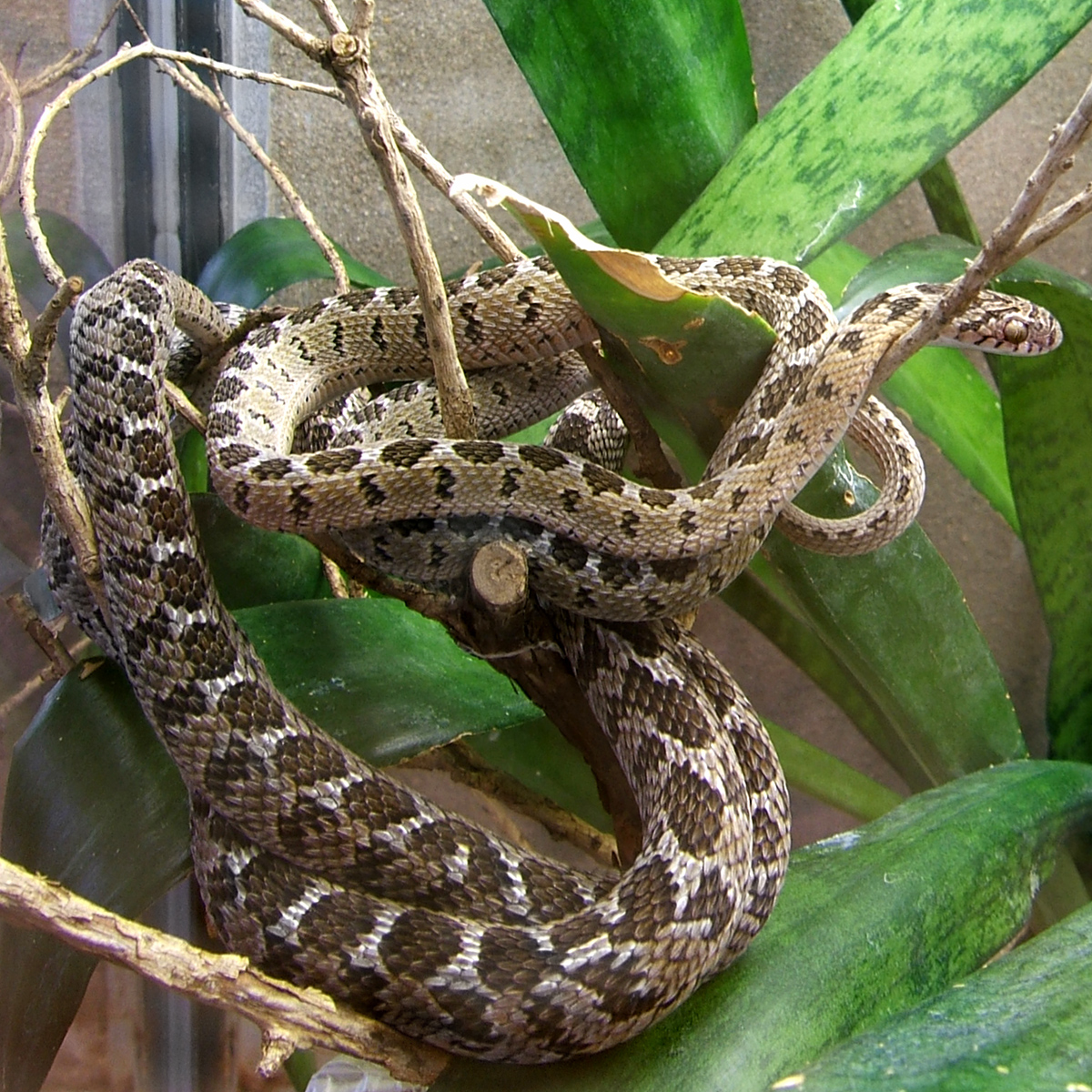
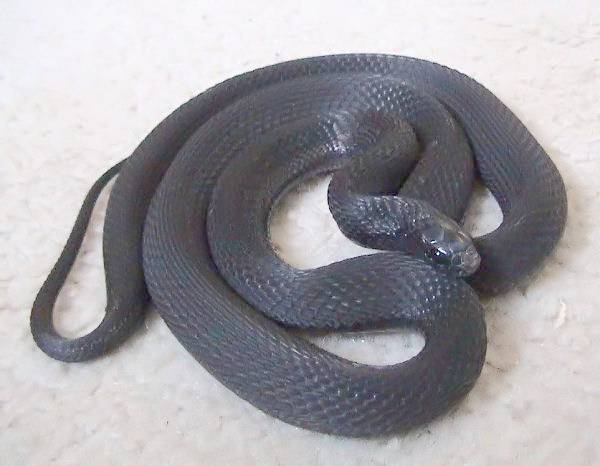
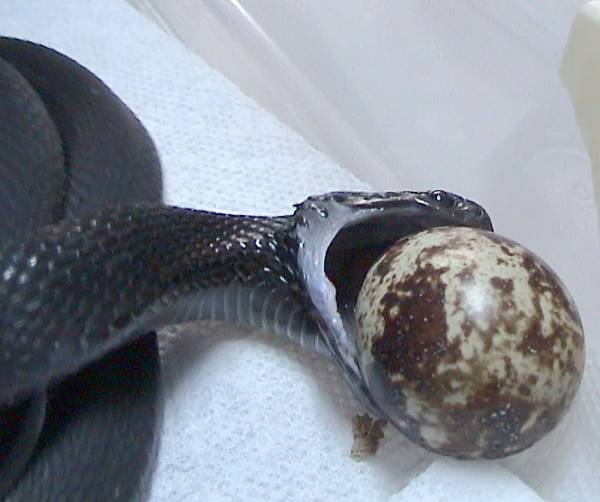
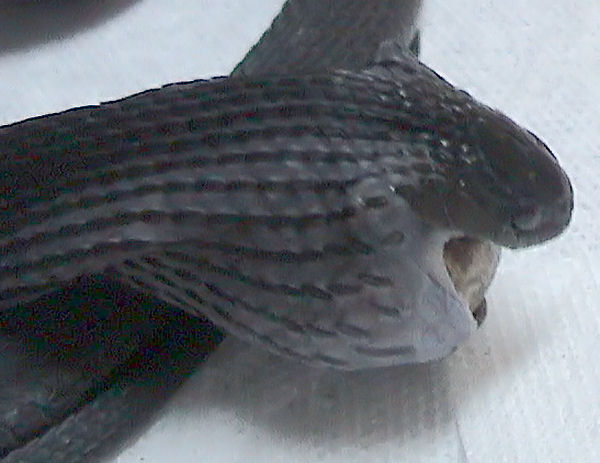